# Jacob Sturm
Jacob (ou Jakob) W. Sturm (Nuremberg, 21 de março de 1771 – Nuremberg, 28 de novembro de 1848) foi um importante gravador de publicações científicas entomológicas e botânicas na Alemanha no final do século XVIII e início do século XIX. 

## Vida
Ele nasceu e viveu em Nuremberg e foi o único filho do gravador Johann Georg Sturm (1742-1793), que o treinou em desenho e gravura em cobre.
 

Sturm tornou-se um célebre colecionador de insetos e fundou a Nuremberg Society for Natural History. Suas placas entomológicas e botânicas são desenhadas com muita precisão e mostram detalhes minuciosos e gozaram de grande popularidade entre os naturalistas. Como a maioria de suas obras eram publicadas em formato pequeno, elas podiam ser compradas por um público maior e eram muito populares. Durante este período, Nuremberg foi o centro da produção de livros de história natural na Alemanha.
"O livro Deutschlands Flora, 1798–1862. 163 partes (em 136 volumes) contém ... pequenas gravuras elegantes e atraentes, com não mais de 5 pol. por 3½ polegadas de tamanho ... Ele escolheu deliberadamente este minuto formato a fim de tornar o conhecimento da flora alemã disponível por meio de fotos para o maior número possível e o mais barato possível. Apesar de sua pequenez, eles carregam uma quantidade surpreendente de detalhes. Jacob Sturm aprendeu sua arte com seu pai, Johann Georg Sturm, que também era gravador de Nuremberg" (Blunt & Stearn pp. 258–260). 
Seus filhos Johann Heinrich Christian Friedrich Sturm e Johann Wilhelm Sturm também contribuíram para suas obras.

## Algumas obras ilustradas por Jacob Sturm
- la Deutschlands Flora in Abbildungen nach der Natur mit Beschreibungen (de 1796 à 1862) avec 2 472 gravures illustrant des textes de Johann Christian Daniel von Schreber, David Heinrich Hoppe, Heinrich Gottlieb Ludwig Reichenbach (1793–1879) et d’autres ;
- la traduction en allemand de l’Entomologie de Guillaume-Antoine Olivier (1756–1814) par Johann Karl Wilhelm Illiger (1775–1813), Abbildungen zu Karl Illigers Uebersetzung von Oliviers Entomologie (1802–1803, Nuremberg) ;
- Beschreibung der Gräser nebst ihren Abbildungen nach der Natur de J.C.D. von Schreber (1766–1779, Leipzig) ;
- Deutschlands Insectenfaune et Kritische Revision der Insectenfaune Deutschlands... de Georg Wolfgang Franz Panzer (Nuremberg, 1805–1806) ;
- Catalecta Botanica quibus Plantae Novae et Minus Cognitae Describuntur atque Illustrantur d’Albrecht Wilhelm Roth (1757–1834) (trois volumes, Leipzig, 1797–1806) ;
- Versuch einer geognostisch-botanischen Darstellung der Flora der Vorwelt (Leipzig, 1820–1838) et Revisio Saxifragarum Iconibus Illustrata (Regensberg, 1810–1822, Leipzig, 1831) du comte Kaspar Maria von Sternberg ;
- System der Pilze und Schwämme (Wurbzerg, 1816) et Bryologia Germanica, oder Beschreibung der in Deutschland und in der Schweiz wachsenden Laubmoose (Nuremberg, 1823–1831) de Christian Gottfried Daniel Nees von Esenbeck ;
- Caricologia Germanica, oder Beschreybungen und Abbildungen aller in Deutschland wildwachsenden Seggen (Nüremberg, 1835) de D.H. Hoppe.